# Riodina lysimachus
Riodina lysimachus är en fjärilsart som beskrevs av Hans Ferdinand Emil Julius Stichel 1910. Riodina lysimachus ingår i släktet Riodina och familjen Riodinidae. Inga underarter finns listade.